# Perdant-perdant

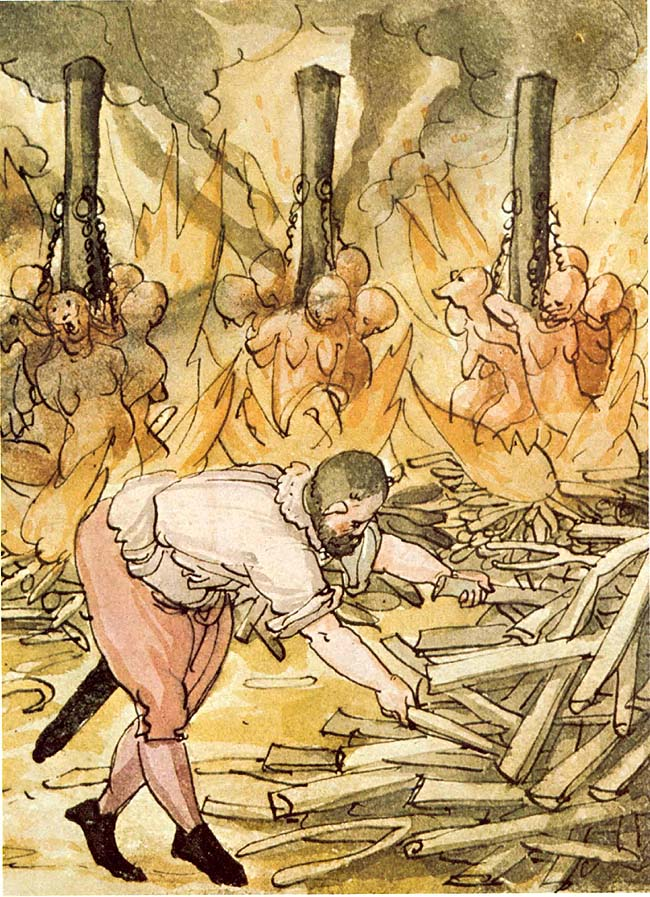
La chasse aux sorcières ; quel que soit le résultat du test d'innocence, le résultat était toujours la mort.

Le perdant-perdant  est le résultat d'une interaction où la somme de décisions individuelles visant à maximiser l'intérêt de chacun aboutit à une combinaison de décisions minimisant l'intérêt de tous.
Ce résultat peut être la conséquence même de la structure du problème, le comportement le plus rationnel de chaque intervenant, même ayant une connaissance parfaite de tous les tenants et aboutissants, ne pouvant aboutir qu'à la plus mauvaise combinaison de choix, sauf à modifier le problème lui-même.
Même dans le cas d'un problème n'ayant pas cette structure, une telle situation peut arriver par : [citation nécessaire]
- ignorance des intérêts et valeurs des autres partenaires ;
- refus arbitraire de communication et d'information, maintien d'une confidentialité non nécessaire ;
- interruption des négociations ;
- blocage volontaire des autres partenaires ;
- représailles unilatérales ne découlant pas d'un accord préalable établi par un mécanisme accepté par les partenaires ;
- exiger la totalité des avantages que l'accord le plus favorable apporterait ; exiger que les partenaires acceptent un jeu gagnant-perdant.

La situation opposée est gagnant-gagnant dans laquelle chaque partenaire se préoccupe aussi de l'intérêt de son partenaire, dans le but de maximiser son propre intérêt.
On parle aussi de stratégie perdant-perdant quand un choix entre deux décisions amène logiquement à une perte, quel que soit le choix.